# 653
El 653 (DCLIII) fou un any comú començat en dimarts del calendari julià.

## Esdeveniments
- Toledo: se celebra el VIII Concili de Toledo.[1]